# マッケンナの黄金
『マッケンナの黄金』（マッケンナのおうごん、原題：Mackenna's Gold）は、1969年制作のアメリカ合衆国の西部劇映画。
ヘック・アレンがウィル・ヘンリー名義で書いた小説を原作にJ・リー・トンプソン監督が映画化。製作は映画音楽作曲家のディミトリ・ティオムキンが、音楽はクインシー・ジョーンズが担当し、主題歌「Old Turkey Bazzard」をホセ・フェリシアーノが歌っている。

## あらすじ
1872年のアメリカ西部。インディアンのアパッチ族に守られた秘密の谷に莫大な量の黄金が眠っているという伝説が白人たちの間に伝わっており、一攫千金を夢見る多くの者たちがそれを探し当てようと躍起になっていた。
その谷への行き道を知っている連邦保安官のマッケンナはお尋ね者のコロラドらに捕えられ、谷への案内を強要される。
さらに、同じく捕われの身となった判事の娘インガや、黄金を探し求める多くの者たち、マッケンナの元恋人で彼に恨みを持つヘシュケ、コロラドを追う騎兵隊にアパッチ族もからんで、一大アドベンチャーが展開される。

## キャスト
| 役名               | 俳優                      | 日本語吹替                      | 日本語吹替                          |
| 役名               | 俳優                      | テレビ朝日版                    | ソフト版                            |
| ------------------ | ------------------------- | ------------------------------- | ----------------------------------- |
| マッケンナ         | グレゴリー・ペック        | 城達也                          | 大塚明夫                            |
| コロラド           | オマル・シャリーフ        | 勝部演之                        | 青山穣                              |
| インガ・バーグマン | カミラ・スパーヴ          | 武藤礼子                        | 五十嵐麗                            |
| ティッブス         | テリー・サバラス          | 大平透                          | 谷昌樹                              |
| ベン・ベイカー     | イーライ・ウォラック      | 穂積隆信                        | 遠藤純一                            |
| アダムズ           | エドワード・G・ロビンソン | 早野寿郎                        | 麦人                                |
| サム・フラー       | リー・J・コッブ           | 富田耕生                        | 木村雅史                            |
| 宣教師             | レイモンド・マッセイ      | 大木民夫                        | 中博史                              |
| サンチェス         | キーナン・ウィン          | 雨森雅司                        | 船木真人                            |
| ヘシュケ           | ジュリー・ニューマー      | 此島愛子                        |                                     |
| 老イギリス人       | アンソニー・クエイル      | 木村幌                          | 谷昌樹                              |
| ハチタ             | テッド・キャシディ        | 仲木隆司                        | 江川大輔                            |
| モンキー           | ロバート・フィリップス    | 玄田哲章                        |                                     |
| 雑貨店主           | バージェス・メレディス    | 勝田久                          |                                     |
| プレーリー・ドッグ | エドアルド・チアネッリ    | 松村彦次郎                      | 中博史                              |
| ベッシュ           | ルディ・ディアス          | 若本紀昭                        | 最上嗣生                            |
| アビラ             | ディック・ピーボディー    | 沢木郁也                        |                                     |
| 青年               |                           | 村山明                          |                                     |
| ラグーナ           | ぺぺ・キャラハン          | 蟹江栄司                        | 新垣樽助                            |
| ナレーター         | ヴィクター・ジョリー      | 巖金四郎                        | 麦人                                |
| 不明 その他        |                           |                                 | 原田晃 上田陽司 田村聖子 前田ゆきえ |
|                    |                           |                                 |                                     |
| 演出               |                           | 春日正伸                        | 久保宗一郎                          |
| 翻訳               |                           | 山田実                          | 竹本浩子                            |
| 調整               |                           | 栗林秀年                        |                                     |
| 効果               |                           | PAG                             |                                     |
| 制作               |                           | グロービジョン                  | 東北新社                            |
| 解説               | 解説                      | 淀川長治                        |                                     |
| 初回放送           | 初回放送                  | 1979年10月21日 『日曜洋画劇場』 |                                     |

## スタッフ
- 監督：J・リー・トンプソン
- 製作：カール・フォアマン、ディミトリ・ティオムキン
- 脚本：カール・フォアマン
- 原作：ヘック・アレン（ウィル・ヘンリー名義）
- 撮影：ジョセフ・マクドナルド
- 音楽：クインシー・ジョーンズ
- 主題歌：ホセ・フェリシアーノ “Old Turkey Bazzard”

## 備考
- 当初、主演にはクリント・イーストウッドが候補に上がっていた[3]。
- 当時のソ連でも上映され大ヒットを記録した[4][5]。1973年の第8回モスクワ国際映画祭で上映され、翌1974年に一般公開された[5]。
- 日本でも興行成績６位の大ヒットを記録したが、ペックは本作と「宇宙からの脱出」を悪い映画と一蹴している（「オーメン」パンフレットに記載）